# Humpata
Humpata és un municipi de la província de Huíla. Té una extensió de 1.261 km² i 82.758 habitants segons el cens de 2014. Comprèn les comunes d'Humpata, Bata-Bata, Kaholo, Neves i Palanca. Limita al nord amb els municipis de Lubango, a l'est amb el municipi de Chibia, al sud amb el municipi de Virei, i a l'oest amb el municipi de Bibala.

## Història
Humpata fou el principal destí dels trekkboers del Dorsland Trek en la dècada del 1870. Aquests afrikaners formaren la majoria de la població en l'àrea durant un temps, el 1885 fundaren Grootfontein a la República d'Upingtonia i uns 1.900 individus marxaren a Àfrica del Sud-Oest després de la Primera Guerra Mundial, encara que alguns s'hi quedaren fins 1975, quan va esclatar la Guerra Civil angolesa. La vila fou fundada el 1883 per aquests afrikaners i per portuguesos de Moçamedes amb el nom de São Januário. La filla del cap dels bòers, Botha, es va casar amb l'oficial portuguès Artur de Paiva, i els bòers li van donar suport fins a la derrota dels rebels humbe en 1898.

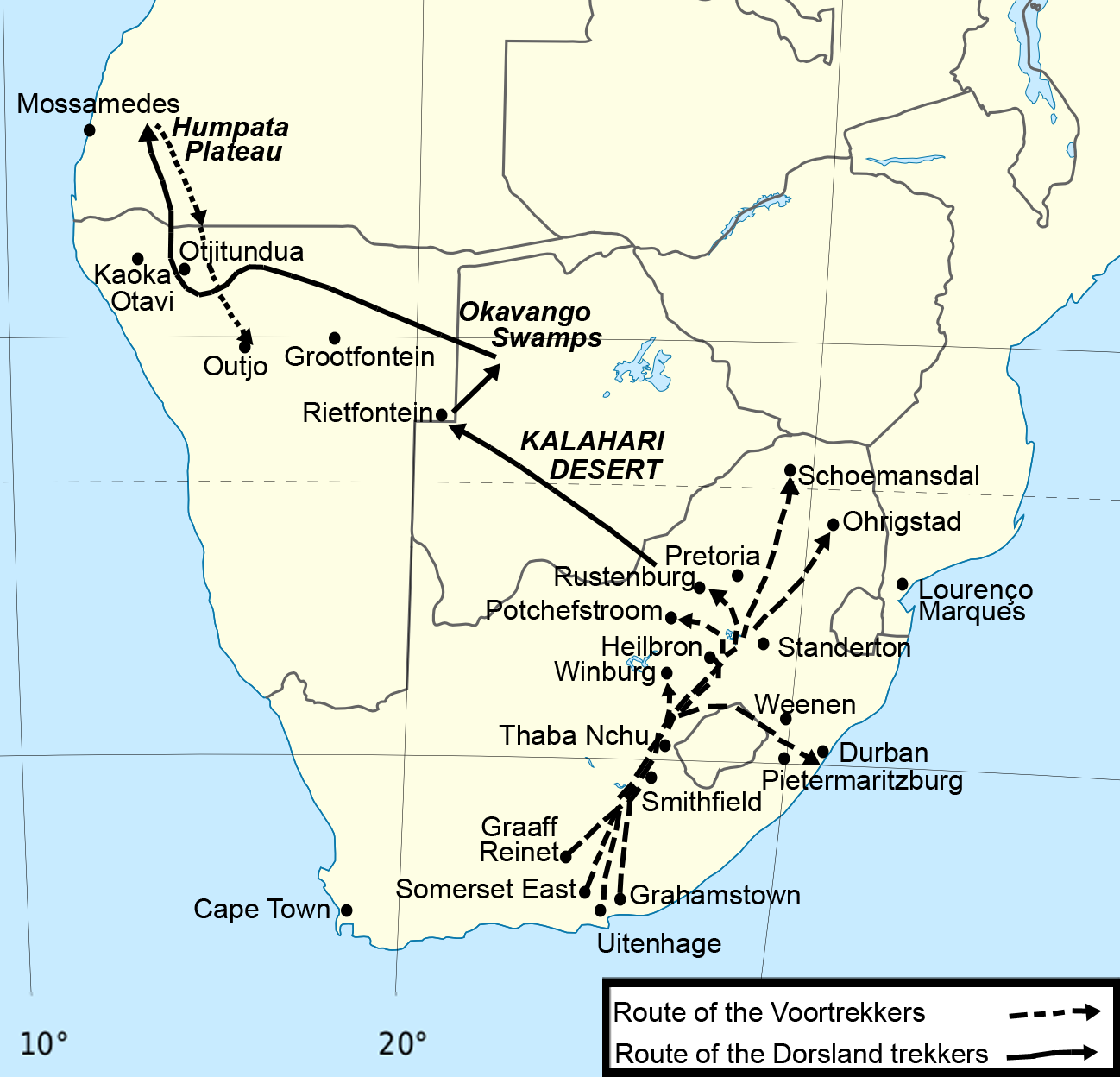
Mapa de la ruta dels Dorsland Trekkers, que acaba a Humpata

## Personatges
- Fernando Peyroteo